# St. Helena Parish
Das St. Helena Parish (französisch Paroisse de Sainte-Hélène) ist ein Parish im Bundesstaat Louisiana der Vereinigten Staaten. Im Jahr 2020 hatte das Parish 10.920 Einwohner und eine Bevölkerungsdichte von 10,3 Einwohner pro Quadratkilometer. Der Verwaltungssitz (Parish Seat) ist Greensburg.
Das St. Helena Parish ist Bestandteil der Metropolregion um die Stadt Baton Rouge.

## Geographie
Das Parish liegt im mittleren Osten von Louisiana, grenzt im Norden an Mississippi und hat eine Fläche von 1060 Quadratkilometern, wovon drei Quadratkilometer Wasserfläche sind. Es grenzt an folgende Parishes und Countys:
|                         | Amite County (Mississippi) |                   |
| East Feliciana Parish   |                            | Tangipahoa Parish |
| East Baton Rouge Parish | Livingston Parish          |                   |

## Geschichte
St. Helena Parish wurde 1810 aus Teilen des Westflorida-Territoriums gebildet.
Zwei Gebäude des Parish sind im National Register of Historic Places eingetragen (Stand 10. November 2017).

## Demografische Daten

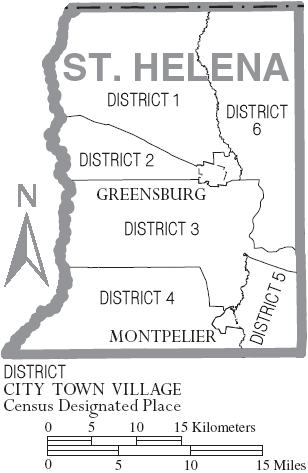
Karte des St. Helena Parishes

Nach der Volkszählung im Jahr 2000 lebten im St. Helena Parish 10.525 Menschen in 3.873 Haushalten und 2.784 Familien. Die Bevölkerungsdichte betrug 10/km². Die Bevölkerung besteht aus 46,53 Prozent Weißen, 52,42 Prozent Afroamerikanern, 0,10 Prozent amerikanischen Ureinwohnern, 0,10 Prozent Asiaten, 0,01 Prozent Bewohnern aus dem pazifischen Inselraum und 0,14 Prozent aus anderen ethnischen Gruppen; 0,71 Prozent stammten von zwei oder mehr Ethnien ab. 0,99 Prozent der Bevölkerung waren spanischer oder lateinamerikanischer Abstammung, die verschiedenen der genannten Gruppen angehörten.
Von den 3.873 Haushalten hatten 34,0 Prozent Kinder und Jugendliche unter 18 Jahre, die bei ihnen lebten. 48,9 Prozent waren verheiratete, zusammenlebende Paare, 18,4 Prozent waren allein erziehende Mütter, 28,1 Prozent waren keine Familien, 25,4 Prozent waren Singlehaushalte und in 10,4 Prozent lebten Menschen im Alter von 65 Jahren oder darüber. Die Durchschnittshaushaltsgröße betrug 2,70 und die durchschnittliche Familiengröße lag bei 3,27 Personen.
Auf das gesamte Parish bezogen setzte sich die Bevölkerung zusammen aus 29,0 Prozent Einwohnern unter 18 Jahren, 9,1 Prozent zwischen 18 und 24 Jahren, 26,1 Prozent zwischen 25 und 44 Jahren, 23,3 Prozent zwischen 45 und 64 Jahren und 12,5 Prozent waren 65 Jahre alt oder darüber. Das Durchschnittsalter betrug 35 Jahre. Auf 100 weibliche kamen statistisch 92,4 männliche Personen. Auf 100 Frauen im Alter von 18 Jahren oder darüber kamen 87,6 Männer.
Das jährliche Durchschnittseinkommen eines Haushalts betrug 24.970 USD, das Durchschnittseinkommen der Familien betrug 29.950 USD. Männer hatten ein Durchschnittseinkommen von 30.218 USD, Frauen 16.853 USD. Das Prokopfeinkommen betrug 12.318 USD. 22,8 Prozent der Familien 26,8 Prozent der Bevölkerung lebten unterhalb der Armutsgrenze. Davon waren 35,5 Prozent Kinder oder Jugendliche unter 18 Jahre und 23,2 Prozent waren Menschen über 65 Jahre.

## Orte im Parish
- Chipola
- Coleman Town
- Darlington
- Easleyville
- Georgeville
- Grangeville
- Greensburg
- Hillsdale
- Jack
- Kedron
- Liverpool
- Montpelier
- Pine Grove